# Giuseppe Billanovich
Giuseppe Billanovich (* 6. August 1913 in Cittadella; † 2. Februar 2000 in Padua) war ein italienischer Romanist, Italianist, Latinist und Mediävist.

## Leben und Werk
Billanovich ging in Verona und Padua zur Schule, studierte von 1930 bis 1934 in Padua, schloss mit einer Arbeit aus der römischen Geschichte ab und wurde Gymnasiallehrer, machte aber gleichzeitig ein Aufbaustudium in Philologie. 1939 berief ihn Giovanni Gentile in die Herausgabe der Werke Petrarcas, wo er zwei lateinische Texte übernahm (Itinerarium, Manuskript durch Bombardierung verloren, und Rerum memorandarum libri, erschienen 1945). Ab 1941 kämpfte Billanovich an der Ostfront.
Von 1945 bis 1948 lehrte Billanovich italienische Literatur an der Universität Neapel. Von 1948 bis 1950 forschte er am Warburg Institute in London. Von 1950 bis 1955 war er als Nachfolger von Gianfranco Contini Professor für romanische Philologie an der Universität Fribourg. Schließlich besetzte er von 1955 bis 1988 den neu geschaffenen Lehrstuhl für mittelalterliche und humanistische Philologie an der Universität Mailand.
Zusammen mit seinem Bruder Guido Billanovich gründete er 1958 in Padua den Verlag Antenore mit der Reihe „Medioevo e Umanesimo“, der Zeitschrift Italia medievale e umanistica, die er zusammen mit Carlo Dionisotti, Augusto Campana und Paolo Sambin herausgab, sowie ab 1984 der Zeitschrift Studi petrarcheschi.
1965 wurde Billanovich mit dem Antonio-Feltrinelli-Preis in der Kategorie Geisteswissenschaften ausgezeichnet. Als Literaturkritiker wurde er mehrmals nach Kapuzinerkloster Bigorio bei Tesserete von Giovanni Pozzi für intensive Besprechungen eingeladen. 1971 wurde er als korrespondierendes Mitglied in die British Academy aufgenommen.

## Schriften (Auswahl)
- Un nuovo Folengo. Conclusione del mito di Merlino. In: Atti del Reale Istituto Veneto di Scienze Lettere ed Arti. Bd. 97, Nr. 2, 1937/1938, ZDB-ID 767431-4, S. 366–481.
- Restauri boccacceschi (= Storia e letteratura. Raccolta di studi e testi. 8, ZDB-ID 847362-6). Edizioni di Storia e Letteratura, Rom 1945, (Ristampa. ebenda 1947).
- Suggestioni di cultura e d’arte tra il Petrarca e il Boccaccio. R. Pironti & figli, Neapel 1946.
- Gli inizi della fortuna di Francesco Petrarca. Edizioni di Storia e Letteratura, Rom 1947.
- Petrarca letterato. Band 1: Lo scrittoio del Petrarca (= Storia e letteratura. Raccolta di studi e testi. 16). Edizioni di Storia e Letteratura, Rom 1947, (Ristampa anastatica. ebenda 1995).
- Prime ricerche dantesche. Edizioni di Storia e Letteratura, Rom 1947.
- Tra don Teofilo Folengo e Merlin Cocaio. R. Pironti & figli, Neapel 1948.
- Un nuovo esempio delle scoperte e delle letture del Petrarca L’„Eusebio-Girolamo-Pseudo Prospero“ (= Schriften und Vorträge des Petrarca-Instituts Köln. 3, ISSN 0531-0210). Scherpe, Krefeld 1954.
- La tradizione del testo di Livio e le origini dell’Umanesimo. Antenore, Padua 1981;
  - Band 1, Teil 1: Tradizione e fortuna di Livio tra Medioevo e umanesimo (= Studi sul Petrarca. 9, ZDB-ID 194858-1);
  - Band 2: Il Livio del Petrarca e del Valla. British Library, Harleian 2493 riprodotto integralmente (= Studi sul Petrarca. 11).
- als Herausgeber: La Biblioteca di Pomposa. Pomposia monasterium modo in Italia primum (= Medioevo e umanesimo. 86, ZDB-ID 416146-4). Antenore, Padua 1994.
- Petrarca e il primo umanesimo (= Studi sul Petrarca. 25). Antenore, Padua 1996.
- als Herausgeber mit Giuseppe Frasso: Petrarca, Verona e l’Europa. Atti del convegno internazionale di studi. (Verona, 19–23 sett. 1991) (= Studi sul Petrarca. 26). Antenore, Padua 1997.
- Dal medioevo all’umanesimo. La riscoperta dei classici (= Humanae litterae. 1). Herausgegeben von Paolo Pellegrini. C.U.S.L., Mailand 2001, ISBN 88-8132-117-3.
- Itinera. Vicende di libri e di testi (= Studi e testi del Rinascimento europeo. 21–22). Herausgegeben von Mariarosa Cortesi. 2 Bände. Edizioni di Storia e Letteratura, Rom 2004, ISBN 88-8498-079-8 (Bd. 1), ISBN 88-8498-175-1 (Bd. 2).
- Lezioni di filologia petrarchesca (= Medioevo europeo. Ritratti. 2, ZDB-ID 2655696-0). Herausgegeben von Domenico Losappio. Centro di Studi E. A. Cicogna, Venedig 2008.